# عين جواثا
عين جواثا تعد من أهم المناطق الآثرية المتواجدة في مدينة جواثا بالأحساء. وهي عين غزيرة مليئة بالماء العذب.

## التسمية
يطلق عليها أهل جواثا اسم عين الجثي والبعض الآخر يسميها عين أبي هريرة.

## الموقع
تقع شرق مسجد جواثا. ولم يبقي منها سوي فوهتها التي تقع بشرق المسجد.

## الوصف
هي عبارة عن بئر أسطوني الشكل محفورة في الصخور ويبلغ محيطها حوالي أربعة أمتار ونصف، واليوم أصبحت تحتوي على حجارة من الداخل.
ويبدو أن مجرى العين كان يتجه ناحية الغرب ويسقي الأراضي الموجودة في الناحية الغربية من المدينة حيث توجد في تلك الجهات آثار تدل على أنها قد زرعت وغرست فيها النخيل، وبني قديماً قبة على عين جواثا ولكن لم يبقي منها حالياً إلا جزء يشبه نصف الدائرة.